# Lecania polycycla
Lecania polycycla är en lavart som först beskrevs av Anzi, och fick sitt nu gällande namn av Lettau. Lecania polycycla ingår i släktet Lecania och familjen Ramalinaceae.   Inga underarter finns listade i Catalogue of Life.